# Bert Lord

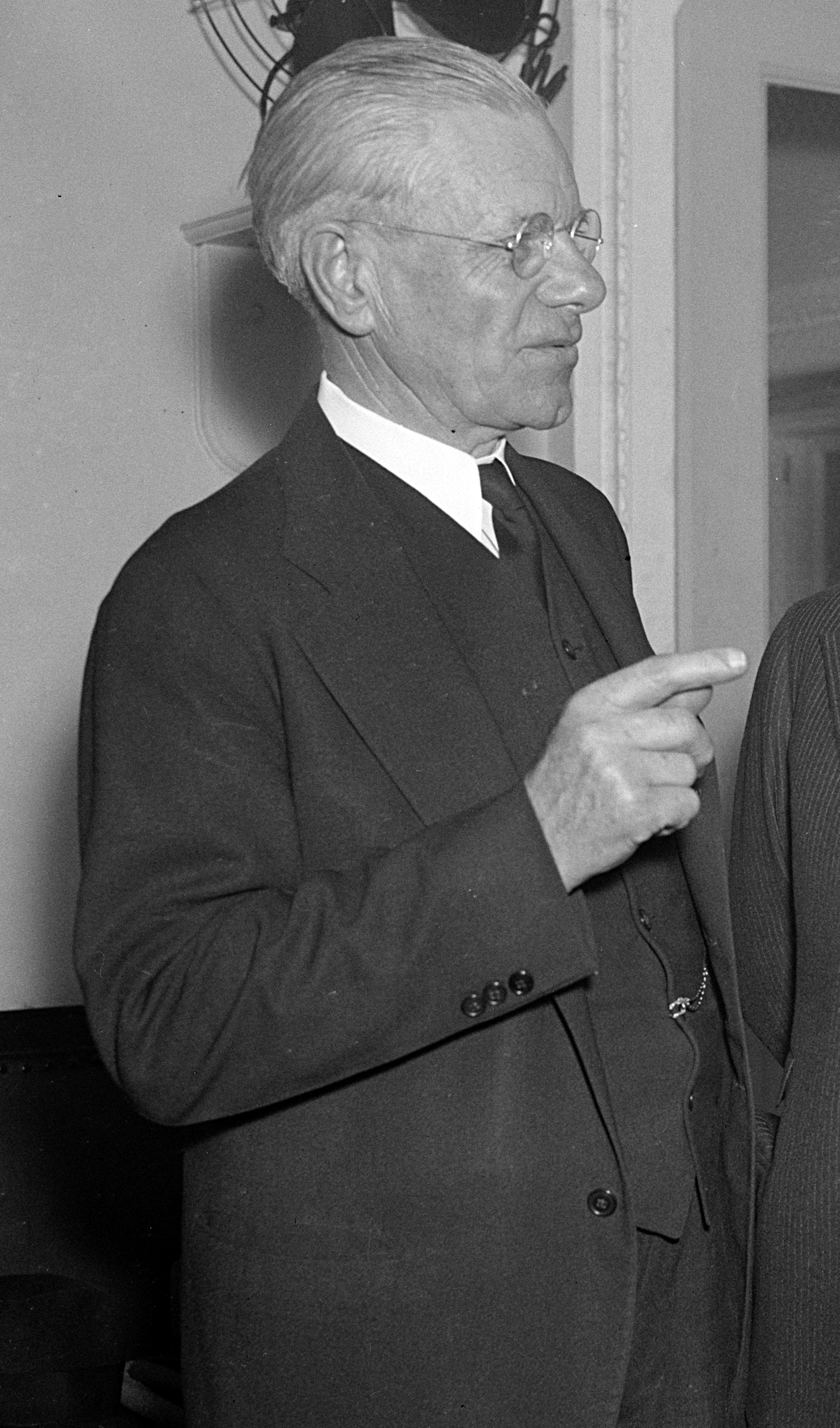
Bert Lord (1937)

Bert Lord (* 4. Dezember 1869 in Sanford, Broome County, New York; † 24. Mai 1939 in Washington, D.C.) war ein US-amerikanischer Politiker. Zwischen 1935 und 1939 vertrat er den Bundesstaat New York im US-Repräsentantenhaus.

## Werdegang
Bert Lord besuchte die öffentlichen Schulen seiner Heimat und die Afton Union School sowie die Afton Academy. Zwischen 1893 und 1918 arbeitete er in Afton im Handel. Danach stieg er in das Holzgeschäft ein. Dabei betrieb er auch einige Sägewerke. Gleichzeitig schlug er als Mitglied der Republikanischen Partei eine politische Laufbahn ein. Zwischen 1905 und 1915 war er Vorsitzender des Stadtrates (Town Supervisor) in Afton. Von 1915 bis 1922 sowie nochmals zwischen 1924 und 1929 saß er als Abgeordneter in der New York State Assembly; von 1929 bis 1935 gehörte er dem Staatssenat an. In den Jahren 1921 bis 1923 war er Staatsbeauftragter für Kraftfahrzeuge.
Bei den Kongresswahlen des Jahres 1934 wurde Lord im 34. Wahlbezirk von New York in das US-Repräsentantenhaus in Washington gewählt, wo er am 3. Januar 1935 die Nachfolge von Marian W. Clarke antrat. Nach zwei Wiederwahlen konnte er bis zu seinem Tod am 24. Mai 1939 im Kongress verbleiben. Während dieser Zeit wurden dort viele New-Deal-Gesetze der Roosevelt-Regierung verabschiedet, denen Lords Partei eher ablehnend gegenüberstand. 1935 wurden erstmals die Bestimmungen des 20. Verfassungszusatzes angewendet, wonach die Legislaturperiode des Kongresses jeweils am 3. Januar endet bzw. beginnt.
Bert Lord wurde in Afton beigesetzt.